# Dryopomorphus siamensis
Dryopomorphus siamensis là một loài bọ cánh cứng trong họ Elmidae. Loài này được Kodada miêu tả khoa học năm 1993.